# Workiejmy
Workiejmy (deutsch Workeim) ist ein Dorf in der polnischen Woiwodschaft Ermland-Masuren. Es gehört zur Landgemeinde Lidzbark Warmiński (Heilsberg) im Powiat Lidzbarski (Kreis Heilsberg).

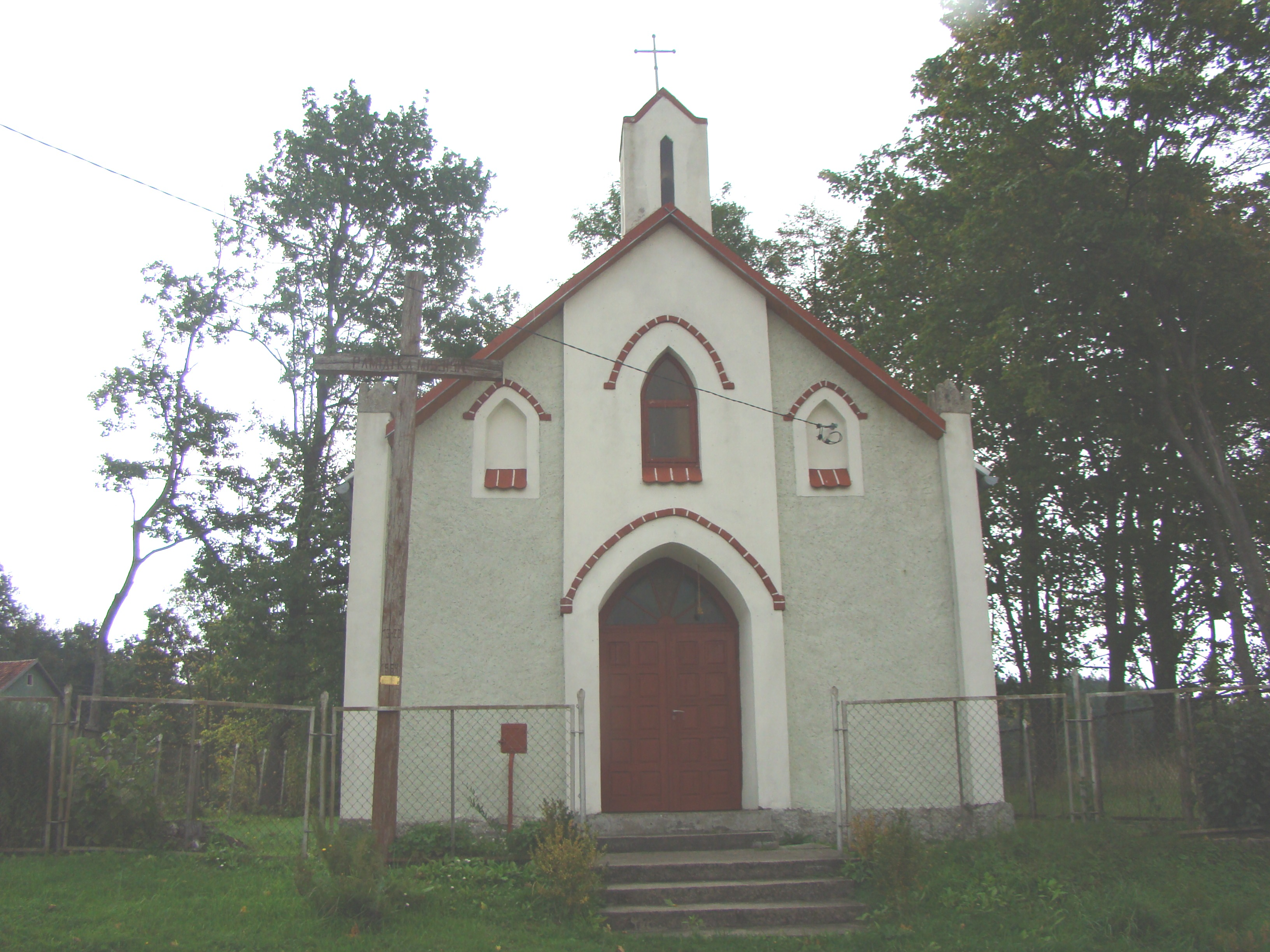
Kapelle St. Martin in Workiejmy

## Geographische Lage
Workiejmy liegt im nördlichen Westen der Woiwodschaft Ermland-Masuren, elf Kilometer nordwestlich der Kreisstadt Lidzbark Warmiński (Heilsberg).

## Geschichte
Das einstige Dorf Workaim, erst nach 1785 Workeim geschrieben, kam 1874 zum neu errichteten Amtsbezirk Reimerswalde (polnisch Ignalin) im ostpreußischen Kreis Heilsberg, Regierungsbezirk Königsberg. Im Jahre 1910 zählte das Dorf 369 Einwohner.
Am 30. September 1928 vergrößerte sich Workeim um das Nachbargutsdorf Sperwatten (polnisch Zaręby), das eingemeindet wurde. Die Einwohnerzahl belief sich dementsprechend im Jahre 1933 auf 432 und im Jahre 1939 auf 392.
Als 1945 in Kriegsfolge das gesamte südliche Ostpreußen an Polen abgetreten wurde, erhielt Workeim die polnische Namensform „Workiejmy“. Das Dorf ist heute eine Ortschaft im Verbund der Gmina Lidzbark Warmiński (Landgemeinde Heilsberg) im Powiat Lidzbarski (Kreis Heilsberg), von 1975 bis 1998 der Woiwodschaft Olsztyn, seither der Woiwodschaft Ermland-Masuren zugehörig. Seine Einwohnerzahl belief sich 2021 auf 36.

## Religion
Workiejmy gehört heute wie bereits Workeim bis 1945 zur römisch-katholischen Pfarrei Ignalin (Reimerswalde), jetzt im Erzbistum Ermland gelegen. In Workiejmy selbst steht eine kleine dem Hl. Martin geweihte Kapelle.
Bis 1945 war Workeim auch in die evangelische Kirche Heilsberg in der Kirchenprovinz Ostpreußen der Kirche der Altpreußischen Union eingegliedert. Heute ist Workiejmy der Diözese Masuren der Evangelisch-Augsburgischen Kirche in Polen zugeordnet.

## Verkehr
Workiejmy liegt an einer Nebenstraße, die bei Ignalin (Reimerswalde) von der polnischen Woiwodschaftsstraße 513 (hier im Abschnitt der einstigen deutschen Reichsstraße 142) abzweigt und nach Janikowo (Hanshagen) sowie bis Dwórzno (Hoofe) führt.
Eine Bahnanbindung besteht nicht.